# Варанк, Мустафа
Мустафа Варанк (тур. Mustafa Varank; род. 5 февраля 1976, Оф) — турецкий политик, бюрократ и академик, ранее занимавший пост министра промышленности и технологий (2018—2023).

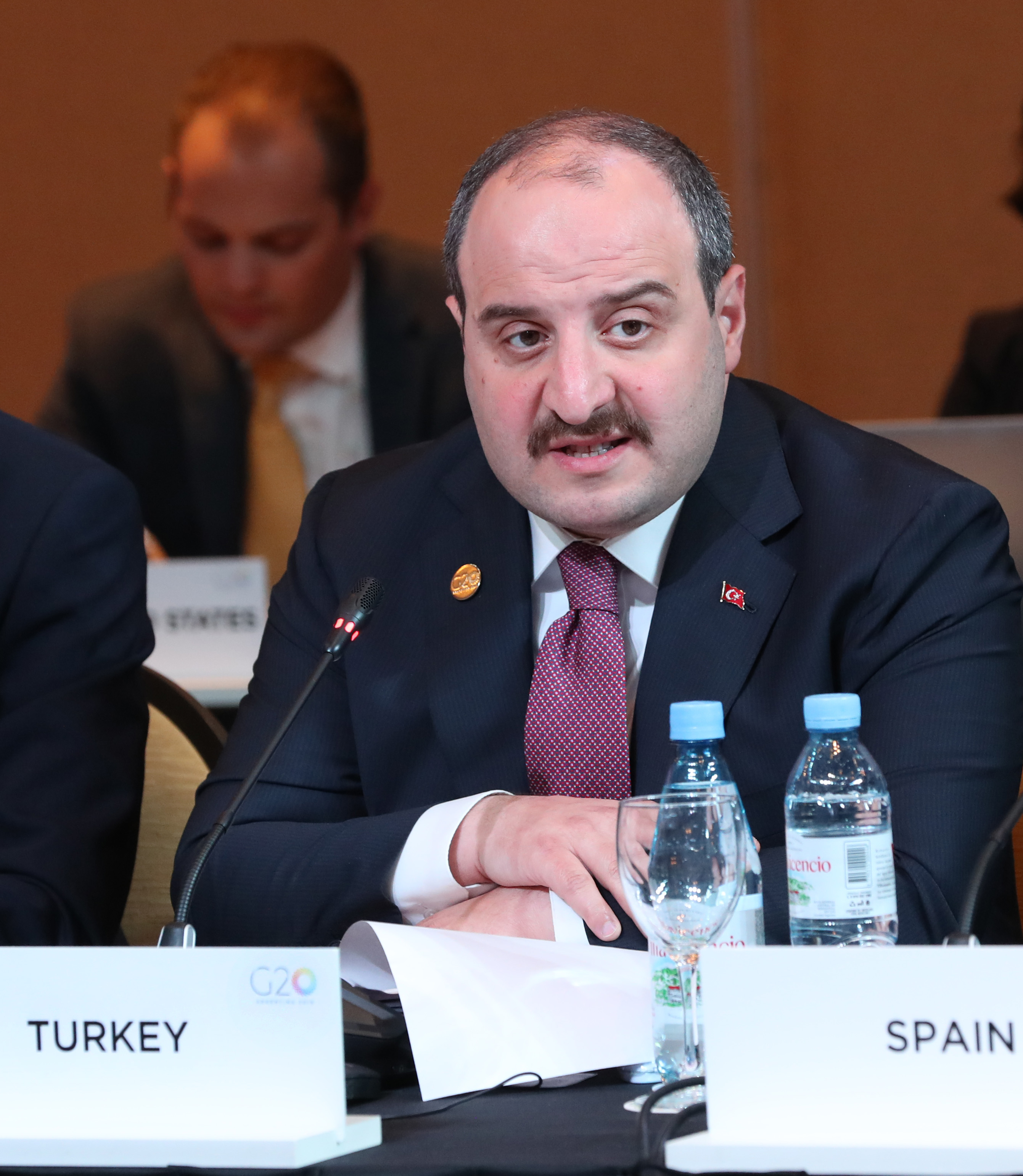
Мустафа Варанк в 2018 году

На парламентских выборах в Турции в 2023 году он был избран в Великое национальное собрание Турции от 2-го округа Бурсы.

## Биография
Родился в 1976 году в районе Оф черноморского города Трабзон. Он посещал начальную школу в Едикуле Илкокулу и продолжил обучение в средней школе имама Хатипа в Стамбуле. В 1999 году завершил своё высшее образование в Ближневосточном техническом университете (Анкара), где получил степени в области политологии и государственного управления, после чего начал свою работу в Соединённых Штатах.
Там он поступил в Университет штата Флорида и Колледж инженерии и компьютерных наук Атлантического университета Флориды, где работал исследователем и системным инженером. Он покинул Солнечный штат, чтобы затем получить степень магистра в Институте всеобъемлющих технологий Университета Индианы.
Варанк женат и отец двоих детей. Он является обладателем многих наград и почестей, включая почётное звание «Посол», присвоенное ему Президентом в 2016 году.